# Forssa BK
Forssa BK är en fotbollsförening från Borlänge i Dalarnas län, bildad 16 april 1934. Föreningens främsta framgångar är spel i tredje högsta divisionen för herrar (motsvarande dagens Ettan 1985-1992 och 2002-2003).